# Bingen am Rhein
Bingen am Rhein è una città di 24 134 abitanti della Renania-Palatinato, in Germania. È il centro maggiore, ma non il capoluogo, del circondario (Landkreis) di Magonza-Bingen (targa MZ).
Bingen si fregia del titolo di "Grande città di circondario" (Große kreisangehörige Stadt).

## Geografia fisica
La città sorge nei pressi della congiunzione tra i fiumi Reno e Nahe, ed è vicina a Magonza.

## Storia
Il sito corrispondente all'attuale Bingen era abitato dai Celti quando i Romani vi arrivarono nel I secolo a.C., costruendo un ponte sulla Nahe, il ponte Druso, e fortificando l'insediamento, noto come Bingium.
Cohors IIII Delmatarum milliaria equitata era in Germania Superiore a Bingium (l'attuale Bingerbrück) sotto la dinastia dei Flavi.
Nel 359 il cesare Giuliano ricostruì sette forti e mura cittadine nel medio Reno, tra cui quelle di Bonna (Bonn) e Bingium, obbligando i suoi recenti tributari alemannici a fornire forza lavoro e materiale da costruzione.
Nel 983 l'imperatore Ottone II durante la riunione dei Principi, chiamata Dieta, che si teneva a Verona, incaricò Villigiso allora vescovo di Magonza, dell'amministrazione della regione attorno a Bingen a nome dell'imperatore. Poi, a seguito delle guerre napoleoniche, passò al Granducato di Assia.
La cittadina di Bingen, divenne celebre grazie all'operato di una delle intellettuali donna più influenti del Medioevo: Ildegarda. Nata nel 1098, Ildegarda era una monaca benedettina e una raffinata donna di cultura. Le sue visioni mistiche raccolte in Scivias, scritte su tavolette di cera in medio-alto tedesco e poi trascritte in latino. La sua opera include anche trattati sulla medicina e la musica, e la sua eredità culturale e spirituale continua a essere di grande importanza.

## Economia

### Turismo
- Basilica di San Martino[3]
- Binger Mäuseturm, torretta del tributo
- Burg Klopp, un ex castello[4]
- Cappella di San Rocco
- Ponte Druso con cappella romanica
- Vecchia gru sul Reno
- Haferkasten (tra 1689) con Museo Stefan George
- Palazzo Puricelli – stile Impero di 1780
- Vecchio cimitero del XIX secolo con monumento a Napoleone
- Museo storico sul fiume "Hildegard von Bingen"[5]
- Villa Sachsen, tenuta agricole
- Villa rustica della bosco di Bingen[6]
- Zone di protezione speciale Rheinauen (insulare di fiume Reno), Important Bird Area
- Gola del Reno identificato un tratto di circa 65 chilometri lungo il corso del fiume Reno
- Monastero di Rupertsberg

## Amministrazione

### Gemellaggi
Un gemellaggio a Bingen che dura da oltre 35 anni è quello con la città di Verona, grazie al quale molti studenti ogni anno fanno uno scambio culturale.